# Grabhügel von Oberlöstern

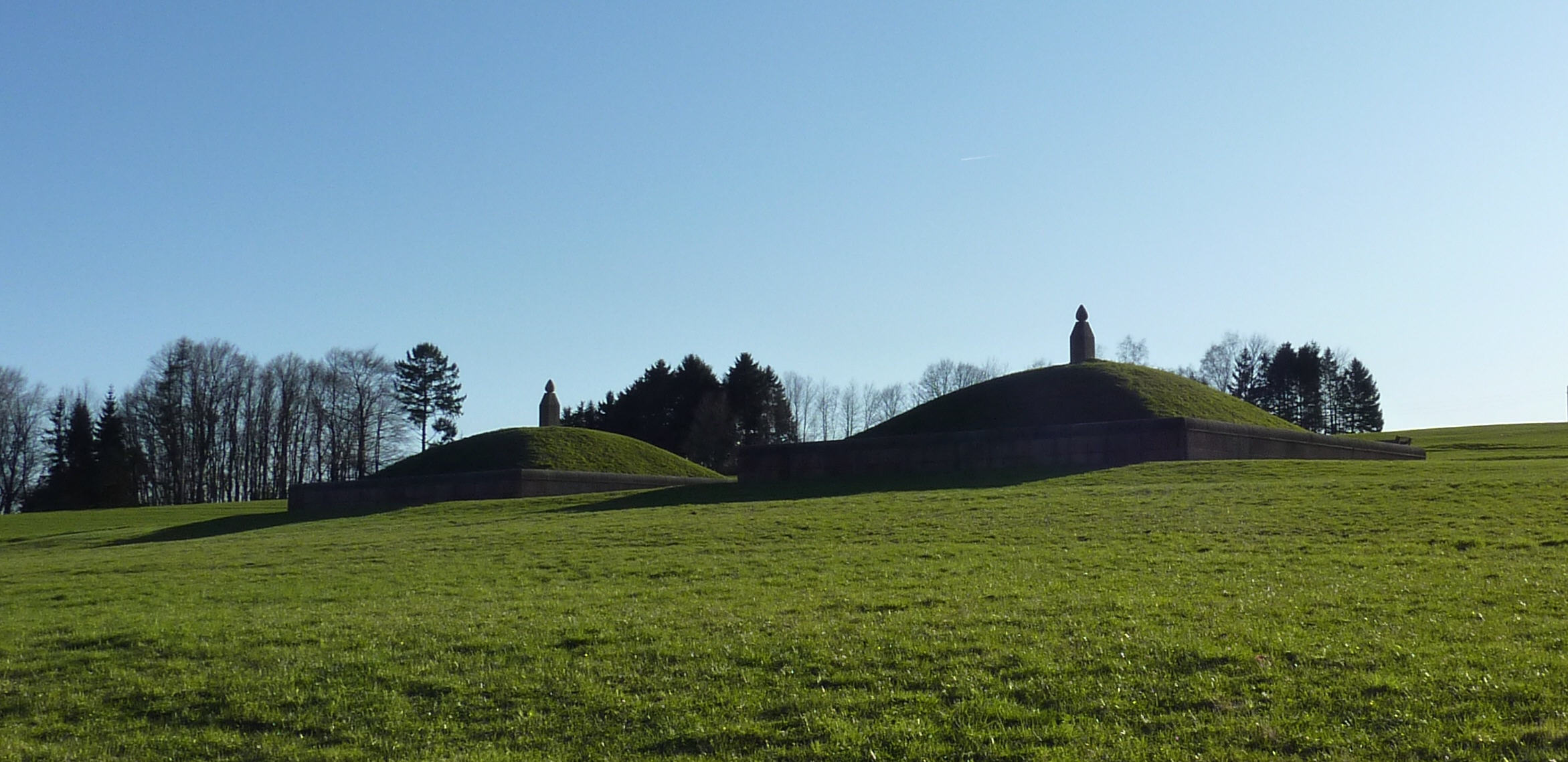
Die Grabhügel von Oberlöstern

Die Grabhügel von Oberlöstern sind zwei Grabstätten aus der Römerzeit in der Nähe des Waderner Ortsteils Oberlöstern im Saarland.

## Befund
In der Umgebung von Oberlöstern befinden sich in den Waldungen „Standermich“ und „Rehkopf“ frühkeltische Grabhügelgruppen aus dem 5. und 4. Jahrhundert v. Chr. Als in den 1960er Jahren im Gelände „Dachsheck“, das sich südlich der Verbindungsstraße zwischen Oberlöstern und Gehweiler befindet, zwei weitere verschliffene Hügel entdeckt wurden, rechnete man diesen Fund zunächst ebenfalls der Keltenzeit zu. 
1991 kamen Sandsteintrümmer mit Bearbeitungsspuren zum Vorschein, die diese Theorie hinfällig werden ließen, da in keltischen Grabhügeln keine bearbeiteten Steine zu erwarten waren. Das Staatliche Konservatoramt ließ in den Jahren 1991 bis 1995 Ausgrabungen durchführen. Es zeigte sich, dass die beiden Tumuli von Sandsteinmauern eingefasst waren, deren Quader Maße bis 1,55 × 0,60 × 0,50 Meter aufwiesen, auf denen halbwalzenförmige Abdecksteine lagen. Diese Einfassungen hatten Seitenlängen von 16 und 18,50 Metern. Innerhalb der Tumuli waren quadratische Grabkammern mit drei Meter langen Seitenwänden angelegt worden, die die Ausgräber allerdings nur noch in beraubtem Zustand vorfanden. 
Die Grabkammern waren ursprünglich von der Talseite her zugänglich. Jeder der beiden Tumuli war mit einem steinernen Pinienzapfen bekrönt.
Zwischen den beiden Grabhügeln muss einst ein Monument gestanden haben. Es handelte sich vermutlich um drei Götterfiguren von der Größe ausgewachsener Menschen, die auf einer Art Altar standen und durch ein Schuppendach geschützt wurden. Die Ecken des Dachs trugen Köpfe mit phrygischen Mützen. 
Vor diesem Monument befand sich eine rechteckige Aschengrube, die laut dendrochronologischen Untersuchungen im Jahr 123 n. Chr. angelegt wurde. In dieser Grube fanden sich die Reste verbrannter Keramikgefäße.
Die beiden Grabhügel, die vermutlich ebenfalls aus dem 2. Jahrhundert n. Chr. stammen, wurden offenbar auf einem bereits bestehenden römischen Friedhof mit Urnengräbern und Aschengruben angelegt, zu dem eine Siedlung etwa 400 Meter weiter nordöstlich gehörte. Diese lag in der heutigen Flur „Honigsack“.
Es ist anzunehmen, dass in den beiden aufwändigen Gräbern, die entgegen der Sitte der Zeit nicht als Flachgräber angelegt wurden, bedeutende Personen bestattet wurden. Die Namen dieser Toten sind nicht bekannt.

## Rekonstruktion und Präsentation
Die beiden Tumuli, nicht aber das Monument dazwischen, wurden im Rahmen einer Arbeitsbeschaffungsmaßnahme in den Jahren 2000 und 2001 rekonstruiert. Hinweisschilder und eine Informationstafel weisen die Besucher auf die Bedeutung der Grabstätte hin, die frei zugänglich in hügeligem Gelände liegt.

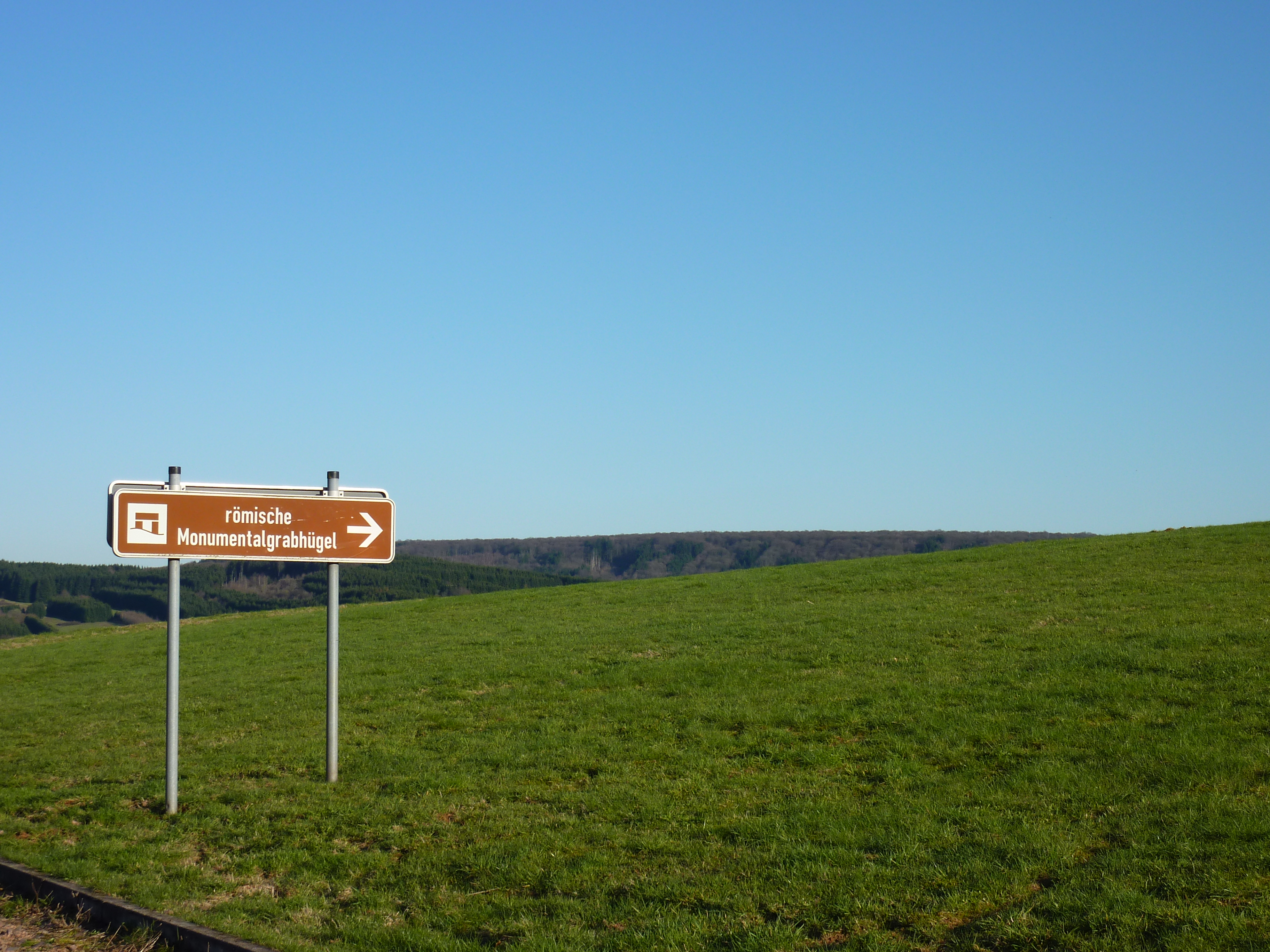
Hinweisschild im Gelände
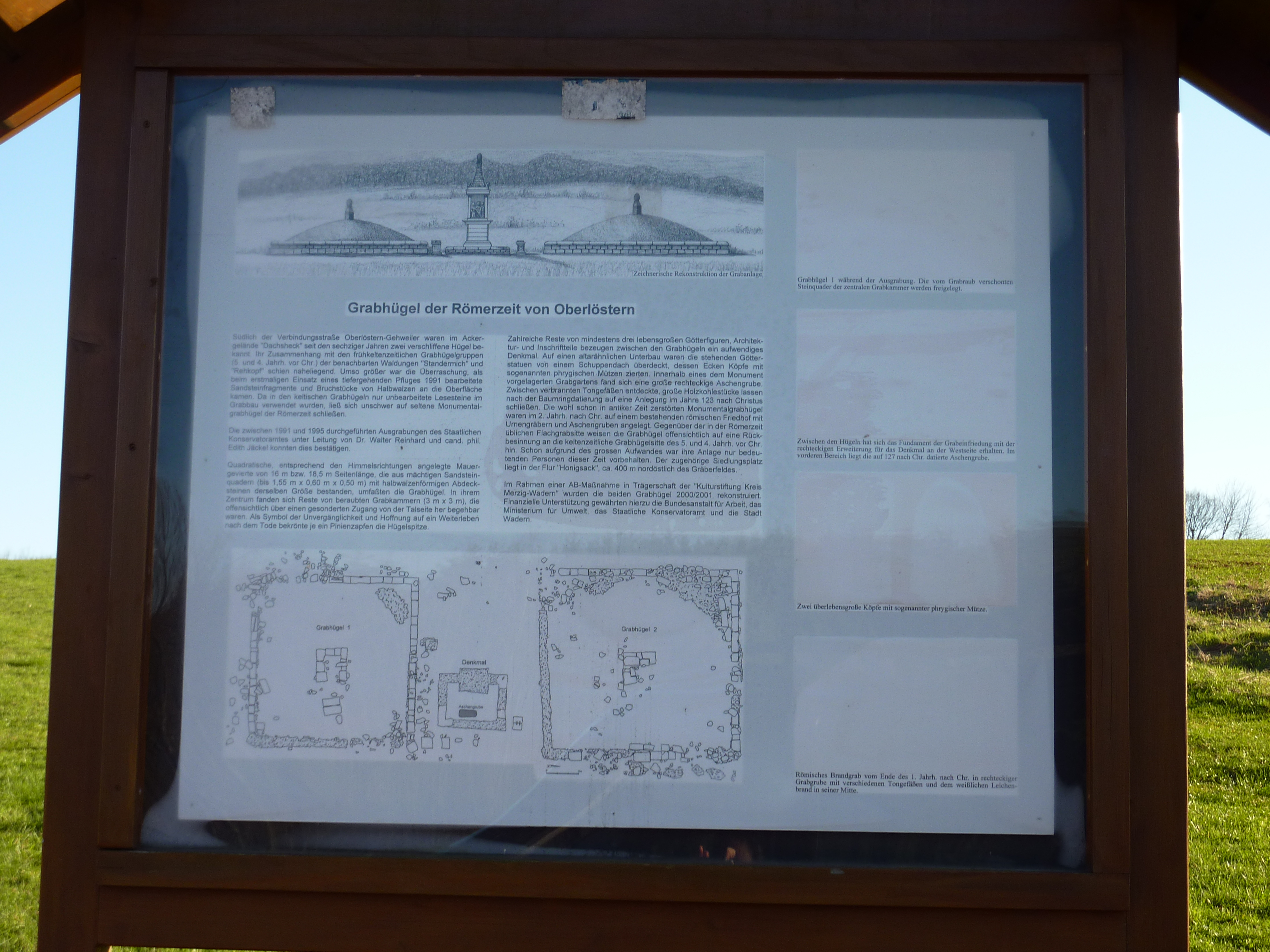
Informationstafel mit Rekonstruktionszeichnung
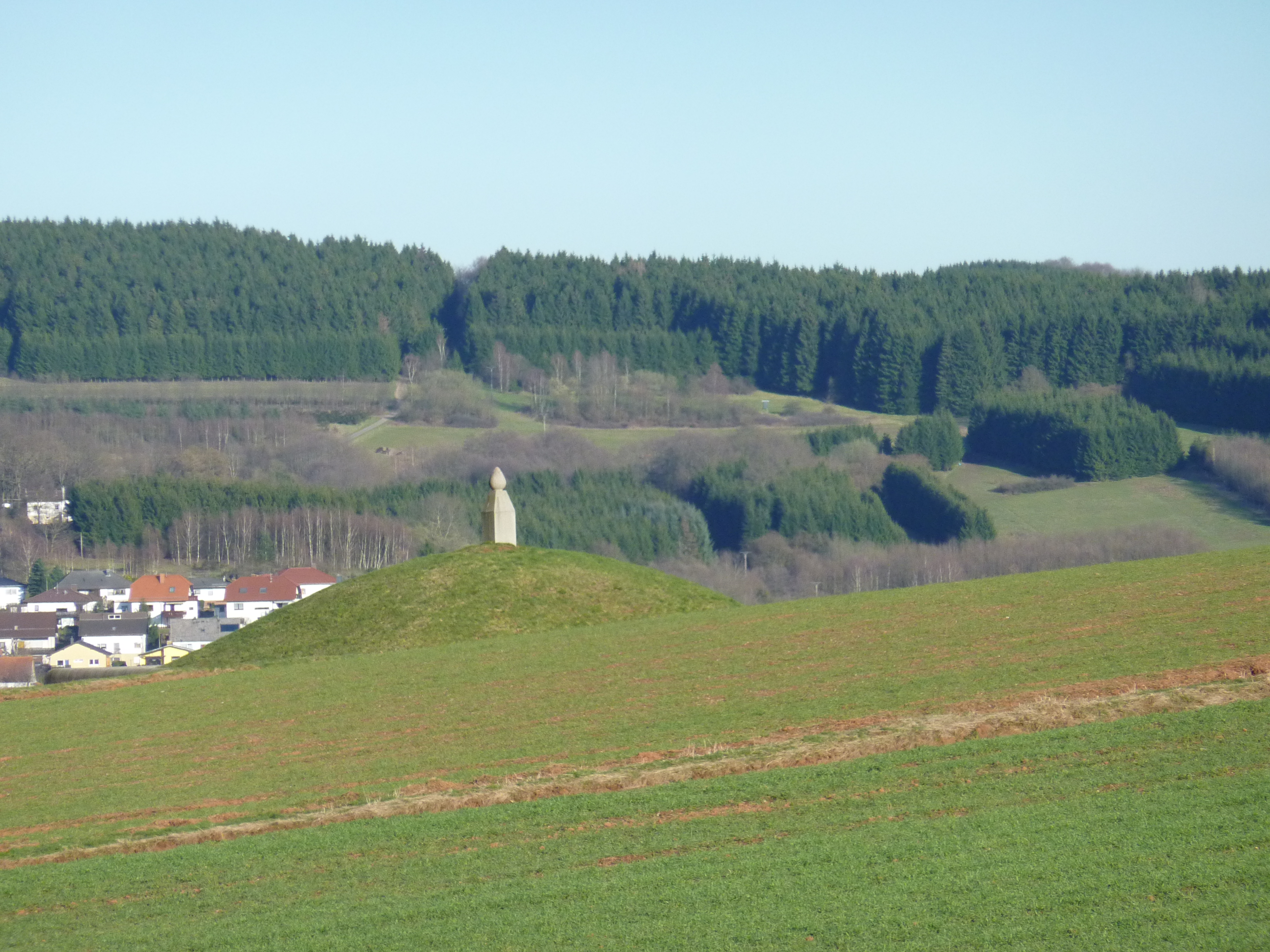
Blick über eines der Gräber auf den Ort
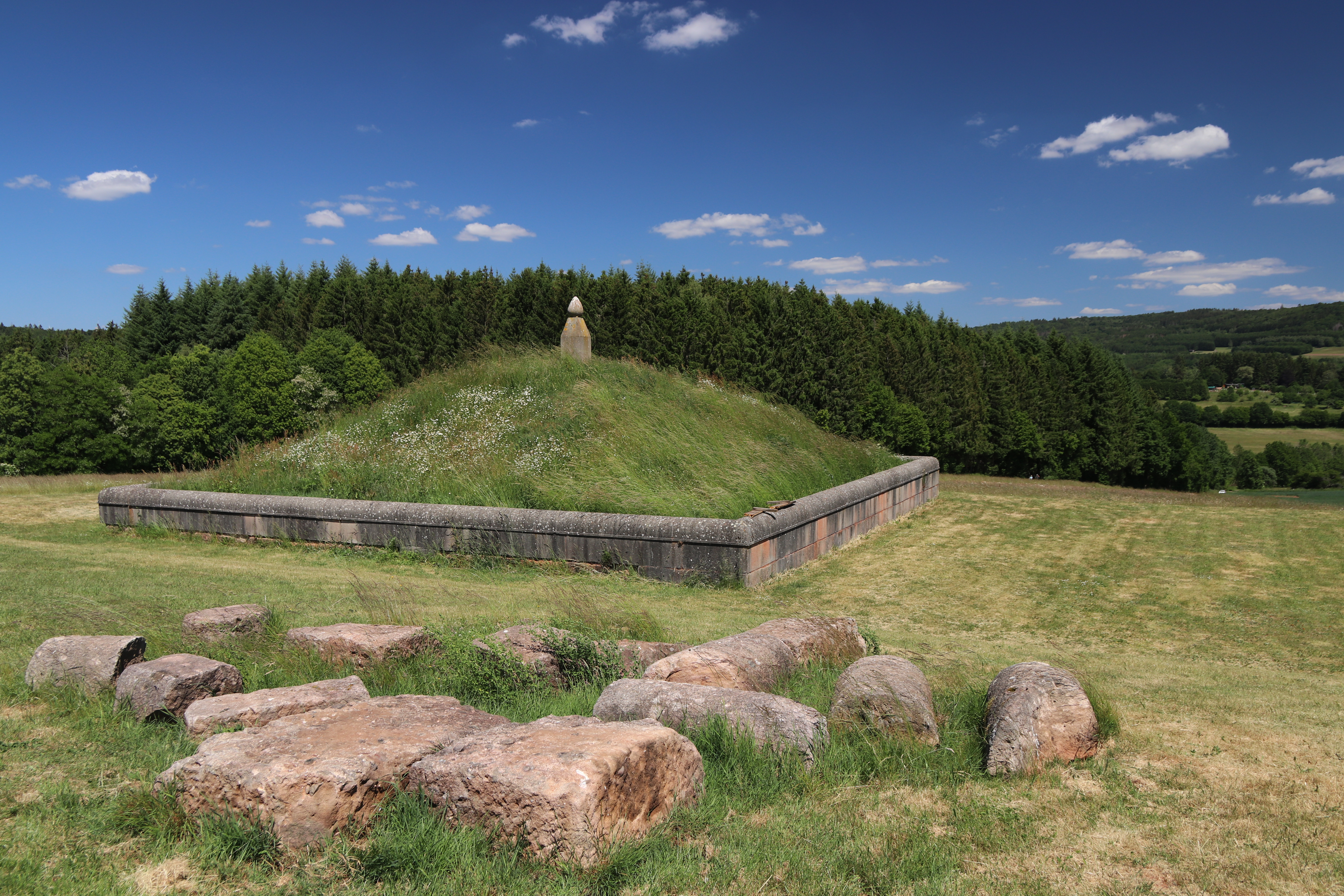
Die Umfassungsmauern bestanden aus lokal gewonnenen Sandstein- und Konglomeratblöcken